# Джеремі Девіс
Джеремі Девіс (англ. Jeremy Davies), уроджений Джеремі Девіс Борінг (англ. Jeremy Davies Boring нар. 8 жовтня 1969) — американський актор кіно і телебачення, відомий роллю фізика Деніела Фарадея в пригодницькому телесеріалі «Загублені», а також за ролями в низці популярних фільмів, таких, як «Врятувати рядового Раяна» (1998), «Готель „Мільйон доларів“» (2000), «Соляріс» (2002).

## Біографія
Джеремі Девіс Борінг народився 8 жовтня 1969 року в місті Траверс-Сіті в Мічигані в родині дитячого письменника Мела Борінга. Його батьки розлучилися, коли Джеремі був дитиною, а мати померла від вовчака, коли йому виповнилося вісім років. Разом з батьком і мачухою Керол він переїхав з Канзасу, потім у Санта-Барбара, а потім у Вермонт та Айову. Після закінчення школи Джеремі знову повернувся до Каліфорнії і поступив в Академію акторської майстерності в Пасадені, де провчився два роки.

### Кар'єра
Першою роллю Джеремі Девіса став епізод в телесеріалі «Сінгер і сини» (англ. Singer & Sons в 1990 році. У 1991—1992 роках з'являвся в невеликих ролях в телефільмах і телесеріалах, серед яких молодіжні телесеріали «Чудові роки» та «Район Мелроуз», а 1994 році отримав першу серйозну роль в кіно в чорній комедії «Spanking the Monkey» Девіда Рассела, що отримала позитивні відгуки критиків, в тому числі номінацію на премію незалежних кінофільмів за кращий дебют.
Після ролі другого плану в фільмі Стівена Спілберга «Врятувати рядового Раяна» Джеремі Девіс часто співпрацює з відомими режисерами. Серед його робіт фільми Віма Вендерса (Готель «Мільйон доларів»), Ларса фон Трієра («Догвілль», «Мандерлей») і Вернера Герцога («Рятівний світанок»).

### Особисте життя
Джеремі — другий з чотирьох дітей Мела Борінга. У нього є старший брат Джош, який працює пілотом, зведений брат Закарі і сестра Кейті. Зустрічався з Дрю Беррімор і Мілою Йовович.

## Фільмографія

### Кінофільми
| Рік  |    | Українська назва         | Оригінальна назва          | Роль                  |
| ---- | -- | ------------------------ | -------------------------- | --------------------- |
| 1992 | ф  | Без тями від зброї       | Guncrazy                   | Білл                  |
| 1994 | ф  |                          | Spanking the Monkey        | Рей Айбеллі           |
| 1994 | ф  | Нелл                     | Nell                       | Біллі Фішер           |
| 1996 | ф  | Смерч                    | Twister                    | Лоренс                |
| 1997 | ф  | Сарана                   | The Locusts                | Джозеф Поттс          |
| 1997 | ф  | Подорожні                | Going All the Way          | Віллард (Сонні) Бернс |
| 1998 | ф  | Врятувати рядового Раяна | Saving Private Ryan        | капрал Тімоті Апгем   |
| 1999 | ф  | Людоїд                   | Ravenous                   | рядовий Тоффлер       |
| 1999 | ф  | Флорентин                | The Florentine             | Трубі                 |
| 2000 | ф  | На віллі                 | Up at the Villa            | Карл Ріхтер           |
| 2000 | ф  | Готель «Мільйон доларів» | The Million Dollar Hotel   | Том Том               |
| 2001 | ф  | Агент «Бабка»            | CQ                         | Пол                   |
| 2001 | ф  | Дослідження сексу        | Investigating Sex          | Оскар                 |
| 2002 | ф  | Секретарка               | Secretary                  | Пітер                 |
| 2002 | ф  | У пошуках раю            | Searching for Paradise     | Адам                  |
| 2002 | ф  | 29 пальм                 | 29 Palms                   | рибалка               |
| 2002 | ф  | Соляріс                  | Solaris                    | Сноу                  |
| 2002 | ф  | Техносекс                | Teknolust                  | Сенді                 |
| 2003 | ф  | Догвіль                  | Dogville                   | Білл Генсон           |
| 2005 | ф  | Мандерлей                | Manderlay                  | Нільс                 |
| 2006 | ф  | Рятівний світанок        | Rescue Dawn                | Джин                  |
| 2010 | ф  | Це дуже цікава історія   | It's Kind of a Funny Story | Смітті                |
| 2017 | мф | Темний Всесвіт           | Justice League Dark        | Річі Сімпсон (голос)  |
| 2018 | ф  | Дім, який побудував Джек | The House that Jack Built  | Ел                    |
| 2021 | ф  | Чорний телефон           | The Black Phone            | Терренс Блейк         |
| 2022 | ф  | Пекельна Машина          | The Infernal Machine       | Елайджа Барет         |
| 2023 | ф  |                          | Dark Harvest               | Ден Шепард            |
| 2025 | ф  | Чорний телефон 2         | The Black Phone 2          | Терренс Блейк         |

### Телебачення
| Рік       |    | Українська назва      | Оригінальна назва       | Роль                                                        |
| --------- | -- | --------------------- | ----------------------- | ----------------------------------------------------------- |
| 1991      | с  |                       | Dream On                | грабіжник (серія «Ні, я просто рада тебе бачити»)           |
| 1991      | с  | Головний госпіталь    | General Hospital        | Роджер (3 серії)                                            |
| 1992      | с  | Чудові роки           | The Wonder Years        | Едді Хорват (2 серії)                                       |
| 1992      | с  | Район Мелроуз         | Melrose Place           | Піт Столлер (серія «Вся правда»)                            |
| 2001      | тф | Змова Атлантиди       | The Atlantis Conspiracy | Флеш                                                        |
| 2002      | тф | Проєкт Ларамі         | The Laramie Project     | Джедадія Шультц                                             |
| 2004      | тф | Гелтер Скелтер        | Helter Skelter          | Чарльз Менсон                                               |
| 2008—2010 | с  | Загублені             | Lost                    | Деніел Фарадей (23 серії)                                   |
| 2011—2015 | с  | Правосуддя            | Justified               | Діккі Беннетт (20 серій)                                    |
| 2014      | с  | Ганнібал              | Hannibal                | Пітер Бернардоне (2 серії)                                  |
| 2014      | с  | Костянтин             | Constantine             | Річі Сімпсон (2 серії)                                      |
| 2015      | с  | Техаський підйом      | Texas Rising            | сержант Єфраїм Кновлес (5 серій)                            |
| 2016      | с  | Люцифер               | Lucifer                 | Нік Гофмайстер (серія «Люцифере, залишайся. Добрий диявол») |
| 2017      | с  | Сонна лощина          | Sleepy Hollow           | Малькольм Дрейфус (13 серій)                                |
| 2017      | с  | Американські боги     | American Gods           | Ісус Христос (серія «Прийди до Ісуса»)                      |
| 2017      | с  | Твін Пікс: Повернення | Twin Peaks: The Return  | Джиммі (серія «Part 6»)                                     |
| 2018      | с  | Флеш                  | The Flash               | Доктор Доля (серія «Інші світи»)                            |
| 2018      | с  | Стріла                | Arrow                   | Доктор Доля (серія «Інші світи»)                            |
| 2018      | с  | Супердівчина          | Supergirl               | Доктор Доля (серія «Інші світи»)                            |
| 2020      | с  | ФБР                   | FBI                     | Кеннет Бейтс (серія «Важкі рішення»)                        |
| 2020      | с  | Новобранець           | The Rookie              | Детектив Білл Саммерленд (серія «Здача»)                    |

### Відеоігри
| Рік  |    | Українська назва     | Оригінальна назва    | Роль    |
| ---- | -- | -------------------- | -------------------- | ------- |
| 2018 | вг | God of War           | God of War           | Бальдур |
| 2022 | вг | God of War: Ragnarök | God of War: Ragnarök | Бальдур |

## Нагороди та номінації

### Нагороди
- 1999 — Kansas City Film Critics Circle Awards — найкращий актор другого плану — Врятувати рядового Раяна
- 1999 — Online Film Critics Society Awards — найкращий акторський ансамбль — Врятувати рядового Раяна
- 2012 — премія «Еммі» в категорії «Найкращий запрошений актор в драматичному телесеріалі»

### Номінації
- 1995 — Independent Spirit Awards — Найкращий дебют — Розкріпачення
- 1999 — Премія американської гільдії кіноакторів — Найкращий акторський ансамбль — Врятувати рядового Раяна
- 1999 — Blockbuster Entertainment Awards — Найкращий актор другого плану (драма) — Врятувати рядового Раяна
- 2003 — Golden Satellite Award — Найкращий актор другого плану в телесеріалі, міні-серіалі або телефільмі — Проект Лярамі
- 2003 — Golden Satellite Award — Найкращий актор другого плану (драма) — Соляріс